# Joseph Conejos
Joseph Conejos Igual (Rubielos de Mora, 1709-Alquézar, 1785) fue un compositor y maestro de capilla español, activo en la Catedral de Jaca.
No debe confundirse con Joseph o José Conejos Ortells (1673-1745), también originario de Rubielos de Mora y maestro de capilla de la Catedral de Segorbe. Tampoco debe confundirse con Manuel Conejos de Egüés (1654-1729), ni con su hermano Miguel Conejos de Egüés. Es posible que todos formasen parte de una familia de músicos, pero no hay pruebas de ello.

## Vida
Joseph Conejos Igual nació en Rubielos de Mora en 1709, en una familia con numerosos contactos musicales. Su tío era Joseph Conejos Ortells, maestro de capilla de la Catedral de Segorbe, y Conejos Ortells era sobrino a su vez de Antonio Teodoro Ortells, maestro de capilla de la Catedral de Valencia. Es muy posible que Joseph Conejos Igual se educara musicalmente en la Colegiata de Rubielos, al igual que su tío y el tío de este. También debió formarse en composición en El Pilar con Luis Serra, según revela la carta de recomendación del maestro de capilla de La Seo, Joseph Lanuza.
Tras la partida de Francisco Viñas hacia Calahorra en 1731, el cargo de maestro de capilla de la Catedral de Jaca estaba vacante. «Sin concurso ni examen» Joseph Conejos Igual tomó posesión del cargo de la maestría de Jaca el 3 de julio de 1734.

También se leyó un memorial de D Joseph Conejos Maestro de Capilla que suplica se le admita en esta plaza vacante y oídas las cartas tan abonatorias de los Maestros de Capilla de la Metropolitana de Zaragoza y otros buenos informes de su suficiencia y calidades que en el concurren fue admitido sin concurso ni examen dando orden que venga luego.
Actas capitulares, 3 de julio de 1734

Es muy probable que su colocación fuese facilitada tanto por sus contactos familiares, como por las cartas de recomendación que llegaron desde Zaragoza. Joseph Lanuza, maestro de La Seo, no dudó en:

[...] asegurar a Vuestra Señoría de la conocida habilidad del pretendiente [...] pues corresponde a la grandeza de la Escuela que ha tenido pasando la composición por todos sus grados con el Maestro D. Luis Serra que lo es del Santo Templo del Pilar
Joseph Lanuza, carta del 29 de junio de 1734

Luis Serra, maestro de capilla del Pilar de Zaragoza, también recomendó a Conejos Igual, afirmando que le había dado,

[...] los medios para que saliese aprovechado en la facultad, lo que, gracias a Dios, (y sin vanidad) se ha logrado, como lo publican las obras que de él se han cantado en esta Santa Iglesia
Luis Serra, carta del 30 de junio de 1734

Tras quince años en el cargo, en 1749 se lee en las actas capitulares de Jaca que «el Maestro de Capilla se había acomodado en otra parte, y que estaba vacante el empleo.» Fue sustituido en 1750 por Blas Bosqued, originario de Jaca y que se había educado en el coro de la catedral.
Escuer Salcedo publicó en 2020 que el maestro se había trasladado a Alquézar, donde ocupó el cargo de maestro de capilla en la Colegiata de Santa María la Mayor. Permaneció en Alquézar hasta su muerte en 1785.

## Obra
Con la llegada de Conejos a Jaca comienza la introducción del estilo italiano en la Catedral de Jaca, que posteriormente se implantaría con su sucesor, Blas Bosqued. Como resultado, se produjo una lenta sustitución de los bajoncillos, chirimías, sacabuches y clarines por el oboe y las trompas, además de la aparición del violín y de arias y recitativos.
No se conservan composiciones de Conejos en Alquézar, pero son numerosas las obras conservadas en Jaca. En el archivo jacetano se hallan 150 composiciones en romance y 64 en latín, que se han conservado gracias a las copias realizadas por Blas Bosqued. Entre las 68 cantatas, hay 45 cantadas, 5 arias, 12 dúos y 3 óperas, de las cuales, 2 al Nacimiento y una a San Nicostrato.

### Al tránsito de María
Al tránsito de María es un villancico de 1745 a cuatro voces (dos tiples, alto y tenor), violín y acompañamiento (bajón obligado y bajo cifrado), uno de las 150 obras en lengua romance conservadas en Jaca. Está formado por cuatro partes:
- Introducción: Al tránsito de María...
- Estribillo: Triunfante señora...
- Recitado: Dime enigma sagrado...
- Aria: A la que triunfante...

Los textos de la introducción, el estribillo y el aria coinciden con tres villancicos cantados en 1685 en la Catedral de México. Los textos fueron recogidos cuatro años más tarde por Sor Juana Inés de la Cruz en la antología Inundación Castálida. El recitado reutiliza uno de los villancicos cantados en Salamanca en julio de 1727 durante las fiestas por la canonización de San Luis Gonzaga y San Estanislao de Kotska.